# Francia en los Juegos Olímpicos de París 1900
Francia participó en 20 deportes en los Juegos Olímpicos de París 1900 con 491 deportistas, 9 de ellos mujeres. Ganó 101 medallas: 26 de oro, 41 de plata y 34 de bronce, ocupando el primer lugar del medallero.

## Resultado general

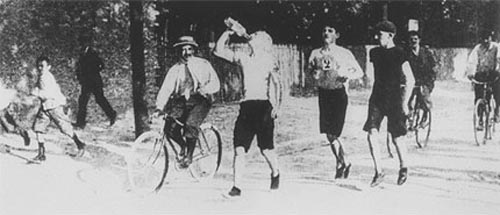
Émile Champion durante la prueba de maratón.

| Posición | Deporte       | Medalla de oro, Juegos Olímpicos | Medalla de plata, Juegos Olímpicos | Medalla de bronce, Juegos Olímpicos | Total |
| 1        | Esgrima       | 5                                | 5                                  | 5                                   | 15    |
| 2        | Vela          | 3                                | 8                                  | 8                                   | 19    |
| 3        | Tiro con arco | 3                                | 5                                  | 4                                   | 12    |
| 4        | Tiro          | 3                                | 4                                  | 3                                   | 10    |
| 5        | Croquet       | 3                                | 2                                  | 1                                   | 6     |
| 6        | Remo          | 2                                | 3                                  | 1                                   | 6     |
| 7        | Ciclismo      | 2                                | 2                                  | 1                                   | 5     |
| 8        | Atletismo     | 1                                | 4                                  | 2                                   | 7     |
| 9        | Natación      | 1                                | 2                                  | 2                                   | 5     |
| 10       | Gimnasia      | 1                                | 1                                  | 1                                   | 3     |
| 11       | Hípica        | 1                                | 0                                  | 2                                   | 3     |
| 11       | Rugby 15      | 1                                | 0                                  | 0                                   | 1     |
| 13       | Tenis         | 0                                | 1                                  | 1                                   | 2     |
| 14       | Críquet       | 0                                | 1                                  | 0                                   | 1     |
| 14       | Fútbol        | 0                                | 1                                  | 0                                   | 1     |
| 14       | Pelota vasca  | 0                                | 1                                  | 0                                   | 1     |
| 14       | Tira y afloja | 0                                | 1                                  | 0                                   | 1     |
| 18       | Waterpolo     | 0                                | 0                                  | 1                                   | 1     |
| Total    | Total         | 26                               | 41                                 | 32                                  | 101   |

## Medallas obtenidas por Francia

### Oro
| Deporte              | Disciplina                          | Deportistas | Resultado       |
| Medallas de oro : 26 |                                     | |                 |
| Atletismo            | Maratón                             | Michel Théato | 2 h 59 min 45 s |
| Remo                 | Esquife                             | Henri Barrelet |                 |
| Remo                 | Cuatro con timonel                  | Henri Bouckaert Jean Cau Émile Delchambre Henri Hazebrouck Charlot |                 |
| Croquet              | Individual 1 bola                   | Gaston Aumoitte |                 |
| Croquet              | Individual 2 bolas                  | Chrétien Waydelich |                 |
| Croquet              | Doble                               | Gaston Aumoitte Georges Johin |                 |
| Ciclismo             | Velocidad                           | Georges Taillandier |                 |
| Ciclismo             | 25 km                               | Louis Bastien |                 |
| Hípica               | Salto                               | Dominique Maximien Gardères |                 |
| Esgrima              | Florete                             | Émile Coste |                 |
| Esgrima              | Sable                               | Georges de la Falaise |                 |
| Esgrima              | Florete maestro de armas            | Lucien Mérignac |                 |
| Esgrima              | Espada maestro de armas             | Albert Ayat |                 |
| Esgrima              | Espada amateur y maestro de armas   | Albert Ayat |                 |
| Gimnasia             | Competición individual en 8 pruebas | Gustave Sandras |                 |
| Natación             | Natación bajo el agua               | Charles de Vendeville |                 |
| Rugby 15             | Equipo de Francia                   | A. Albert Vladimir Aïtoff Léon Binoche Jean Collas Jean-Guy Gautier Auguste Giroux Charles Gondouin Constantin Henriquez Jean Hervé Victor Lardanchet Hubert Lefèbvre Joseph Olivier Alexandre Pharamond, Frantz Reichel André Rischmann Albert Roosevelt Émile Sarrade |                 |
| Tiro                 | Pistola rápida 25 m                 | Maurice Larrouy |                 |
| Tiro                 | Rifle militar 300 m, tendido        | Achille Paroche |                 |
| Tiro                 | Foso olímpico                       | Roger de Barbarin |                 |
| Tiro con arco        | Au cordon doré 50 m                 | Henri Hérouin |                 |
| Tiro con arco        | Au chapelet 50 m                    | Eugène Mougin |                 |
| Tiro con arco        | Sur la perche à la pyramide         | Émile Grumiaux |                 |
| Vela                 | 0,5 ton, regata 1                   | Pierre Gervais con un compañero de equipo |                 |
| Vela                 | 0,5 ton, regata 2                   | Émile Sacré con un compañero de equipo |                 |
| Vela                 | 10-20 ton                           | Émile Billard Paul Perquer |                 |

### Plata
| Deporte                | Disciplina                          | Deportistas | Resultado       |
| Medallas de plata : 41 |                                     | |                 |
| Atletismo              | 1500 m H                            | Henri Deloge | 4 min 06 s 6    |
| Atletismo              | 400 m vallas                        | Henri Tauzin | 58 s 1          |
| Atletismo              | 5000 m por equipos                  | André Castanet Albert Champoudry Jacques Chastanié Henri Deloge Gaston Ragueneau | 29 puntos       |
| Atletismo              | Maratón                             | Émile Champion | 3 h 04 min 17 s |
| Remo                   | Esquife                             | André Gaudin |                 |
| Remo                   | Dos con timonel                     | Lucien Martinet René Waleff |                 |
| Remo                   | Cuatro con timonel                  | Georges Lumpp Charles Perrin Daniel Soubeyran Émile Wegelin |                 |
| Cricket                | Equipo de Francia                   | William Anderson William Attrill J. Braid W. Browning Robert Horne Timothée Jordan Arthur McEvoy Douglas Robinson H. F. Roques Alfred Schneidau Henry Terry Philip Tomalin                   |                 |
| Croquet                | Individual 1 bola                   | Georges Johin |                 |
| Croquet                | Individual 2 bolas                  | Maurice Vignerot |                 |
| Ciclismo               | Velocidad                           | Fernand Sanz |                 |
| Ciclismo               | 25 km                               | Lloyd Hildebrand |                 |
| Esgrima                | Florete                             | Henri Masson |                 |
| Esgrima                | Espada                              | Louis Perrée |                 |
| Esgrima                | Sable                               | Léon Thiébaut |                 |
| Esgrima                | Florete maestro de armas            | Alphonse Kirchhoffer |                 |
| Esgrima                | Espada maestro de armas             | Gilbert Bougnol |                 |
| Fútbol                 | Equipo de Francia                   | Pierre Allemane Louis Bach Alfred Bloch Fernand Canelle R. Duparc Eugène Fraysse Virgile Gaillard Georges Garnier René Grandjean Lucien Huteau Marcel Lambert Maurice Macaire Gaston Peltier |                 |
| Gimnasia               | Competición individual en 8 pruebas | Noël Bas |                 |
| Natación               | Natación bajo el agua               | André Six |                 |
| Natación               | 200 m libre por equipos             | Joseph Bertrand Victor Cadet Maurice Hochepied Victor Hochepied Jules Verbecke |                 |
| Pelota vasca           | Cesta punta                         | Etchegaray Maurice Durquetty |                 |
| Tenis                  | Individual                          | Hélène Prévost |                 |
| Tiro                   | Pistola rápida 25 m                 | Léon Moreaux |                 |
| Tiro                   | Pistoleta libre 50 m                | Achille Paroche |                 |
| Tiro                   | Pistoleta 50 m por equipos          | Louis Dutfoy Maurice Lecoq Léon Moreaux Achille Paroche Jules Trinité |                 |
| Tiro                   | Foso olímpico                       | René Guyot |                 |
| Tiro con arco          | Au cordon doré 33 m                 | Victor Thibault |                 |
| Tiro con arco          | Au chapelet 33 m                    | Victor Thibault |                 |
| Tiro con arco          | Au chapelet 50 m                    | Henri Helle |                 |
| Tiro con arco          | Sur la perche à la herse            | Auguste Serrurier |                 |
| Tiro con arco          | Tir à la pyramide                   | Auguste Serrurier |                 |
| Tira y afloja          | Por equipos                         | Raymond Basset Jean Collas Charles Gondouin Francisco Henríquez de Zubiría Joseph Roffo Émile Sarrade                                                                                        |                 |
| Vela                   | 0,5 ton, regata 1                   | Jean-Baptiste Charcot Robert Linzeler Texier I Texier II |                 |
| Vela                   | 0,5 ton, regata 2                   | Texier I Texier II Jean-Baptiste Charcot Robert Linzeler |                 |
| Vela                   | 0,5-1 ton                           | Jacques Baudrier Félix Marcotte William Martin Jules Valton Jean Le Bret |                 |
| Vela                   | 1-2 ton, regata 1                   | François Vilamitjana Auguste Albert Charles Hugo Albert Duval |                 |
| Vela                   | 2-3 ton, regata 1                   | Léon Susse Jacques Doucet Auguste Godinet Henri Mialaret |                 |
| Vela                   | 2-3 ton, regata 2                   | Léon Susse Jacques Doucet Auguste Godinet Henri Mialaret |                 |
| Vela                   | 3-10 ton                            | A. Dubois J. Dubois Maurice Gufflet Robert Gufflet Charles Guiraist |                 |
| Vela                   | 10-20 ton                           | Jean Decazes |                 |

### Bronce
| Deporte                 | Disciplina                          | Deportistas | Resultado    |
| Medallas de bronce : 32 |                                     | |              |
| Atletismo               | 2500 m obstáculos                   | Jean Chastanié | 7 min 44 s 0 |
| Atletismo               | Salto de longitud sin impulso       | Émile Torcheboeuf | 3,03 m       |
| Remo                    | Dos con timonel                     | Carlos Deltour Antoine Védrenne Raoul Paoli                                                                                                  |              |
| Croquet                 | Individual 2 bolas                  | Jacques Sautereau |              |
| Ciclismo                | 25 km                               | Auguste Daumain |              |
| Hípica                  | Salto de obstáculos                 | Louis de Champsavin |              |
| Hípica                  | Salto de longitud                   | Camille de La Forgue de Bellegarde |              |
| Esgrima                 | Florete                             | Marcel Boulenger |              |
| Esgrima                 | Espada                              | Léon Sée |              |
| Esgrima                 | Florete maestro de armas            | Jean-Baptiste Mimiague |              |
| Esgrima                 | Espada maestro de armas             | Henri Laurent |              |
| Esgrima                 | Espada amateur y maestro de armas   | Léon Sée |              |
| Gimnasia                | Competición individual en 8 pruebas | Lucien Démanet |              |
| Natación                | 4000 m libre                        | Louis Martin |              |
| Natación                | 200 m libre por equipos             | Philippe Houben Georges Leuillieux Louis Martin Désiré Merchez René Tartara                                                                  |              |
| Tenis                   | Dobles                              | André Prévost Georges de la Chapelle |              |
| Tiro                    | Pistola rápida 25 m                 | Eugène Balme |              |
| Tiro                    | Rifle militar 300 m, tendido        | Auguste Cavadini Maurice Lecoq Léon Moreaux Achille Paroche René Thomas                                                                      |              |
| Tiro                    | Foso olímpico                       | Justinien de Clary |              |
| Tiro con arco           | Au cordon doré 33 m                 | Frédéric Petit |              |
| Tiro con arco           | Au cordon doré 50 m                 | Émile Fisseux |              |
| Tiro con arco           | Au chapelet 33 m                    | Frédéric Petit |              |
| Tiro con arco           | Au chapelet 50 m                    | Émile Mercier |              |
| Vela                    | 0,5 ton, regata 1                   | Henri Monnot Léon Tellier Gaston Cailleux |              |
| Vela                    | 0,5 ton, regata 2                   | Pierre Gervais |              |
| Vela                    | 0,5-1 ton                           | Émile Michelet Félix Michelet Marcel Meran                                                                                                   |              |
| Vela                    | 1-2 ton, regata 1                   | Jacques Baudrier Lucien Baudrier Dubosq Édouard Mantois                                                                                      |              |
| Vela                    | 1-2 ton, regata 2                   | François Vilamitjana Auguste Albert Charles Hugo Albert Duval                                                                                |              |
| Vela                    | 2-3 ton, regata 1                   | Ferdinand Schlatter De Cottignon Émile Jean-Fontaine                                                                                         |              |
| Vela                    | 2-3 ton, regata 2                   | Auguste Donny |              |
| Vela                    | Todas las categorías                | Émile Michelet Félix Michelet |              |
| Waterpolo               | Hombres                             | Libellule de Paris Thomas Burgess Jules Clévenot Alphonse Decuyper Louis Laufray Henri Peslier Pesloy Paul Vasseur                           |              |
| Waterpolo               | Hombres                             | Pupilles de Neptune de Lille 2 Auguste Camelin Eugène Coulon Jean Fardelle Eugène Favier Pierre Gellé Louis Marc Louis Martin Désiré Merchez |              |